# Film City
Film City — комплекс кіностудій що знаходиться поблизу парку Sanjay Gandhi National Park в Мумбаї в Індії. Він має декілька студій запису, садів, озер, театрів та площ, які служать тлом для зйомок багатьох болівудських фільмів. Комплекс було збудовано державним урядом для впровадження нових технологій в кіноіндустрію. Його було перейменовано у Dadasaheb Phalke Nagar на честь продюсера, режисера, сценариста Dadasaheb Phalke, якого вважають батьком індійського кінематографу.